# Этногенетический миф
Этногенетический миф — этнокультурное явление, миф о происхождении этнической группы (этногенезе).

## Содержание
Этнолог В. А. Тишков даёт следующее определение этноса: «группа людей, члены которой имеют общие название и элементы культуры, обладают мифом (версией) об общем происхождении и общей исторической памятью, ассоциируют себя с особой территорией и обладают чувством солидарности».
Этногенетические мифы включают комплекс представлений: миф об автохтонности, идея необычайной древности этнической культуры и языка, особенно на занимаемой в настоящее время территории; миф о прародине, проекция современных этнополитических границ как можно дальше в прошлое; миф о лингвистической преемственности, идентификация этнической группы с конкретным языком; миф об «этнической семье», идея, что территория «своего» этноса является местом формирования также родственных или «дочерних» этнических групп, отселившихся затем на другие земли; миф о славных предках, идентификация этнических предков с «прославленным» народом, известным из древних письменных или фольклорных источников; миф о культуртрегерстве, претензия на исторический приоритет в области культурных, включая письменность, или политических, включая государственность, достижений предков в сравнении с предками соседних народов; миф об этнической однородности, преувеличение этнической консолидации в прошлом, игнорирование множественности компонентов формирующейся общности; миф о враге, создание образа иноземного «врага», в борьбе с которым укрепляется единство этноса; миф об этническом единстве, в рамках которого для создания единства государства или усиления силы народа к «своей» общности причисляются иные этнические группы.
Этногенетический миф может рассматриваться в качестве варианта мифологизированной истории. Однако в отличие от последней, он создавался народом в период, когда научные знания о природе и человеке ещё отсутствовали, служил для объяснения происхождения «своего» этноса и соседних народов, получения территории и взаимоотношения с другими народами. Мифологизированная история создаётся конкретным человеком или группой интеллектуалов; служит для объяснения тех же процессов и явлений; не опирается на научные данные, а, напротив, опровергает их, для чего нередко применяет теорию заговора.

## Функции
Миф входит в состав знаково-символического комплекса этнической культуры. Он даёт возможность формировать смыслы и установки этнической общности, которые не поддаются логическому обоснованию. Целью мифа является объяснение того, что в представлениях членов этноса является, с одной стороны, наиболее сложным для объяснения а, с другой стороны, наиболее значимым. Миф имеет прочную ассоциативную связь с порождающимся явлением, познание начала явления воспринимается как приобретение сильнейшей власти над
самим объектом. Поиски «золотого века» обычно ведутся в наиболее далёком прошлом, поскольку события недавнего времени слишком хорошо освещены источниками. Этногенетический миф обладает компенсаторной функцией и требуется для этнической общности в критические моменты её истории.
Этногенетические мифы возрождают архетипы, способствующие обострению межэтнических отношений. В них отражена мифологическая модель мира, основу которой составляет бинарная оппозиция «мы-они», «своё-чужое», где «своему» присваивается наиболее высокий семиотический статус, тогда как «чужое» представлено его противоположностью. В результате этой оппозиции взаимоотношения автохтонного населения и позднее пришедших на данную территорию групп изображается как неизбежный конфликт.
Письменные традиции, а также обширный спектр дописьменных форм устного творчества этноса, включая его космогонические, космогенетические и этногенетические мифы, ранние религиозные представления, которые формируют традиционную картину мира, в совокупности создают язык культуры как нарратив конкретной этнической общности.

## Развитие
В традиционной мифологии, в рамках антропогонических мифов не всегда ясно различается происхождение всего человеческого рода и отдельного народа, первого человека или первой пары людей и каждого отдельного человека, с чем во многих традициях связано тождество наименования племени и слова «человек» (айны, кеты и др.). Согласно мифу африканского народа гереро, первые люди стали родоначальницами двух фратрий этого народа. В рамках архаических мифоэпических традиций история племени начинается с космогонического мифа, примером чему может служить скифский «логос» Геродота.
Одним из культурных оснований идентичности в рамках европейской интеллектуальной и политической элиты являлся троянский миф, который в течение столетий актуализировался в разных формах и менялся от космогонического мифа до идеологического. Элитарные слои Европы конструировали этногенетические мифы и генеалогии, возводящие происхождение европейских народов к спасшимся жителям Трои. Ранее Нового времени символом древности политического образования являлась древность царствующего рода. В отношении данных «родословных» французский историк Этьен Паскье в середине XVI века писал: «удивительно, как каждая нация считает большой честью для себя вести свое происхождение от разрушения Трои. Римляне в этой связи считают своим основателем Энея, французы — Франкиона, турки — Туркуса, британцы — Брута… Как будто Троя была питомником благородных мужей, которые должны были обеспечивать происхождение всех других стран».
Любой народ, признающий Священное писание, имел возможность возводить свои корни к глубокой древности — ко временам разделения «языков» (народов) при строительстве Вавилонской башни, однако немногие народы Европы могли напрямую увязывать свою историю с Ближним Востоком. Они могли считать себя потомками сыновей Ноя, но при посредстве специальных учёных генеалогий. Такая генеалогия в отношении славян представлена в древнерусской «Повести временных лет». Князь Владимир Святославич мог сопоставляться в «Повести временных лет» с Константином Великим и библейским Соломоном, но его род не возводился к римскому императору или к библейскому царю. Отсутствие Руси в древней истории путём древнерусской христианской экзегезы становилось особым достоинством «нового народа», что отражено в «Слове о законе и благодати» и «Повести временных лет».
Новые генеалогии, которые создавались для монархических династий, при их кажущейся примитивности, отражали новый подход к истории. По выражению А. М. Панченко, «если прежде история определяла судьбу человека», то в канун Нового времени «человек предъявил свои права на историю, попытался овладеть ею». Ещё во второй половине XII века польский хронист Винцентий Кадлубек прославлял польских правителей, которые, по его словам, одерживали победы над Александром, Юлием Цезарем и скифами. Западнославянская средневековая традиция, знакомая с латинской хронографией, по образу библейской легенды о трёх сыновьях Ноя создала книжную легенду о трёх братьях: Лехе (первенце), Русе и Чехе (Великопольская хроника XIV века) — предках славянских народов, которые происходили из Паннонии и были потомками Пана и некоего Слава, а те, в свою очередь, потомками библейского Иафета («Великая хроника»). Чешская, а затем также польская историография XV—XVII веков включала представления об особом месте славянского мира в античности. Утверждалось, что славяне не были покорены Александром Македонским, и завоеватель должен был признать их власть на севере Европейского континента от Ледовитого океана до Итальянского региона, выдав им грамоту, «привилегию» («Грамота Александра Македонского славянам»). С XV века был известен латинский архетип этой «грамоты». Была создана сарматская теория происхождения славян, которая использовалась для обоснования претензий Москвы или Речи Посполитой.
Польский историк начала XVI века Матвей Меховский в «Трактате о двух Сарматиях» отождествил Руссию с Роксоланией и писал о Литве: «Старинные историки, рассказывая о древности, говорят, что некие италийцы, оставив Италию из-за несогласия с римлянами, пришли в землю Литовскую и дали ей имя родины — Италия, а людям — название италы; у позднейших земля стала называться, с приставкой буквы л в начале, Литалия, а народ литалы».
Уже в средневековой историографии, в особенности в польской, получили распространение конструкции, призванные продемонстрировать, по меньшей мере, римскую древность славянской государственности; на Руси в этом русле в начале XVI века было создано «Сказание о князьях Владимирских». Эти конструкции были восприняты Иннокентием Гизелем и отражены в Синопсисе 1674 года, частично В. Н. Татищевым и М. В. Ломоносовым. В русском летописании и политической литературе XVI века, в том числе в «Сказании о князьях Владимирских», под влиянием польской историографии Рюрик был представлен как потомок римского императора Августа и выходец из Пруссии, а сказание о нём было объединено с новгородской традицией о первом посаднике Гостомысле. Историографическая парадигма сменились в конце Средневековья: русь — «новый народ» литературы периода Киевской Руси должен был стать древним, «античным», восходящим, по меньшей мере, ко времени, когда народы Восточной Европы приняли участие в событиях всемирной истории — к скифской (скифо-сарматской) эпохе.
Сравнительно ранним текстом, составленным не позднее начала 1640-х годов, который соединил идеи древности «славеноросского народа», мотив прародителей разных народов — потомков Ноя и «грамоту Александра», было «Сказание о Словене и Русе», новгородское по происхождению легендарно-историческое сочинение. В «Повести временных лет» начала XII века Северное Причерноморье, в котором расселяются славяне, потомки библейского Иафета, вслед за византийской и античной традицией именуется Великой Скифией («си вси звахуться от грекъ Великая Скуфь»). Это именование дало возможность составителю «Сказания о Словене и Русе» объявить прародителей средневековых народов Восточной Европы — братьев Словена, Руса, Болгара (предка волжских болгар), Комана (предка куманов-половцев), Истера и хозар — принадлежащими к роду Скифа, правнука Иафета. Конструкция «Сказания о Словене и Русе» и его датировки противоречат историческим реалиям; скифская эпоха относится к 1-му тысячелетию до н. э., а в Сказании Словен и Рус перемещаются со своими народами на север Восточной Европы из-за распрей между потомками Скифа в 2409 году до н. э. Историографические концепции, связывающие славян со скифами, имеют позднесредневековое происхождение и сохранялись до XX века (Любор Нидерле, Б. А. Рыбаков и др.). Уже хорватский историк XVII века Юрий Крижанич призывал отвергнуть постыдные «басни» «придворных баятелей» о скифском происхождении славян, об Александровой грамоте и Гостомысле, «не искать славы в лживых и всеми народами осмеянных и оплеванных баснях о роде Августа».
Одновременно со «Сказанием о Словене и Русе» была создана сходная по замыслу Повесть о Мосохе, сочинение о сыне Иафета Мосохе (библейском Мешехе), который сразу после Вавилонского столпотворения ушёл на север. Там он сделал остановку на реке, названной по его имени Москвой, и «народил московитов от своего имени». Потомками этих «московитов» была разрушена Троя; основана Венеция; они стали первыми насельниками «Римской области», этрусками, русский язык которых впоследствии «извратился»; они пленили Филиппа, отца Александра Македонского; завоевали Рим и стали его владыками ещё до того, как на Рим пришли готы и др. Хотя «един московский народ» населил почти всю Европу, это, «аще и разны имяны, но вси един московский народ»; «истинный же столп языка славянского в Московстей земли».
Попытки удревнить историю славян продолжались, в особенности в официозной историографии начиная с Патриаршего летописного свода 1652 года и Синопсиса 1674 года и позднее при создании фальсификатов — от текстов Александра Сулакадзева до «Велесовой книги».
В формировании этнического самосознания украинской казацкой старшины в конце XVII — начале XVIII века принимал участие этногенетический миф о происхождении украинских казаков от хазар, так называемый «хазарский миф». Эта легенда сосуществовала со сложившейся среди высшего киевского духовенства во второй половине XVII века историографической традицией, которая возводила историю «российского народа» к ветхозаветному Мосоху.
В XVIII веке начинается процесс «изобретения наций» и их истории, в который включаются представления о «народных традициях» и «исторических корнях». В этих версиях мифические герои Троянской войны в роли «прародителей» сменяются древними племенами и государствами.
Авторы славянской школы заявляли о расселении славян на огромных территориях и в глубокой древности, для чего славяне отождествлялись ими с различными народами, такими как троянцы, скифы, сарматы, роксоланы, готы, гунны, варяги, этруски и др. Истоки этих взглядов восходят к началу русской историографии, к Синопсису, имевшему большую популярность в России со второй половины XVII до начала XIX века, и рассматриваемому русскими интеллектуалам как наиболее основательный источник сведений по вопросам древнерусской истории и происхождения славян. Идеи славянской школы были вскоре опровергнуты наукой. В методологическом плане эти идеи не соответствуют современной науке. Вместе с тем они ставили новые проблемы и открывали новые направления исследований. Однако последователи первых представителей этого направления постепенно отходили всё дальше от магистрального пути развития науки, опираясь на этноцентристские идеи. Историк В. И. Пичета (1923) характеризовал эту школу как «сильную своим национально-патриотическим шовинизмом, но весьма далекую от настоящей науки». Позднее идеи славянской школы использовались авторами славяно-арийского мифа.
У истоков славянской школы находились Михаил Ломоносов и ряд славянских просветителей начала XIX века, которых мотивировало стремление «восстановить справедливость», доказав, что славяне были такими же древними и цивилизованными, как народы Западной Европы и имеют право на равное с западными народами место в мировой истории и мировом сообществе. Другими представителями славянской школы были Юрий Венелин и Зориан Доленга-Ходаковский, деятельность которых приходилась на 1820—1830-е годы. Оба были выходцами из славянских народов, столкнувшимися с «чужеземным гнётом». Российская императрица Екатерина II интересовалась древней славянской историей и рассматривала как «славянскую» топонимику Испании, Франции, Шотландии, Индии и Америки. По её мнению, ранние короли Франции и Испании по происхождению были славянами. Екатерина первой писала, что этрусские и рунические памятники связаны с «древним славянским письмом». Затем она пришла к идее, что славяне трижды завоевывали Европу от Дона до Швеции и Англии. Особым авторитетом у авторов «славяно-арийского мифа» пользуется Егор Классен, который находил славян на многих территориях и во многие эпохи. Одним из поздних авторов славянской школы был историк Дмитрий Иловайский, рассматривавший скифов как «германо-славяно-литовскую» ветвь индоевропейской или «арийской» семьи, преобладающим среди которых было славянское население. Отождествление скифов со славянами во второй половине XIX века имело политический смысл, связанный с колонизацией Центральной Азии, а скифская генеалогия могла бы оправдать её «возвращением на земли предков».
В Новое и Новейшее время в оккультизме, теософии Елены Блаватской и среди сторонников арийского мифа получила распространение псевдонаучная идея о Гиперборее как прародине нынешнего человечества, «белой», «арийской» или «нордической расы» или конкретного народа.
В советское время историк академик Б. А. Рыбаков писал о многотысячелетней истории славян, начиная по меньшей мере с бронзового века. Он поддерживал идею глубокой автохтонности славянского населения, связывая с ним трипольскую культуру. Он продлял историю русской культуры и государственности на 5—7 тысяч лет. Методика исследований Рыбакова неоднократно подвергалась критике со стороны научного сообщества. Многие учёные не согласны с его историческими и археологическими построениями.
Арийский миф представляет собой дискурс, который включает как представления о предках, так и проекты будущего переустройства общества. Арийский миф мог использоваться для оправдания колониализма как «цивилизаторской миссии», направленной на просвещение «варваров», в то время как местные противники колониализма и активисты национально-освободительного движения могли прибегать к его помощи в ином ключе. В ранний период они могли разделять миграционную гипотезу, но при этом связывали своих предков с колонизаторами с целью показать, что, во-первых, по своей культуре и цивилизаторским способностям их предки не уступали нынешним колонизаторам или даже находились с ними в близком родстве, во-вторых, местное население не должно рассматриваться в качестве «варваров» и имеет полное право на самостоятельное развитие. После получения колонией независимости такая концепция неизбежно требовала переосмысления, поскольку для своей легитимации национальное государство было заинтересовано в опоре на принцип автохтонности. Утверждалось, что основное население является коренным, что связано с идеей исторического права на территорию проживания. В числе вариантов обоснования подобных идей арийский миф создавал привлекательный образ могущественных предков. При этом, чтобы связать себя с «арийскими» предками, последних объявляли автохтонами. Исконным центром объявлялся данный регион или государство. Так, для ряда современных индусских фундаменталистов такой прародиной служит Северная Индия, украинские националисты отождествляют её с Украиной («государство Аратта»), русские — в Приполярье («Гиперборея-Арктида») или на Южном Урале (Аркаим, Страна городов). Если в период колониализма образы арийского мифа отличались однозначностью, то в новейшее время, в эпоху нового расцвета этнонационализма они становятся многообразны и находятся в прямой зависимости от идентичности своих авторов и интерпретаторов. Это вызывает непрекращающиеся споры о том, кому именно должно принадлежать «арийское наследие», играющее роль символического капитала, призванного усилить позиции каждой из сторон.
Миф об исключительной древности этноса распространён в корейской среде. Корейцы хорошо знакомы с формулой «пятитысячелетняя история Кореи», которая стала стандартной, и воспроизводится совершенно автоматически. В действительности, первые протокорейские государства возникли в III—IV веках н. э. Возраст в пять тысяч лет взят из позднего сочинения XII века, содержащего древнекорейский миф о Тангуне, согласно которому Хванун, сын Небесного Владыки, спускается на землю и женится на медведице, превращённой в женщину. Их сын, Тангун становится первым правителем государства Чосон. В результате сомнительных расчетов, опиравшихся на китайскую хронологию, приход Тангуна к власти отнесён к 2333 году до н. э. В самом начале XX века миф о Тангуне был воспринят ранними корейскими националистами. Чудесная составляющая не принималась всерьёз, но дата основания вошла в националистический дискурс, в том числе по той причине, что она вдвое превосходила официально признанный и также фантастический возраст японской монархии.
В плане автохтонности северокорейские и южнокорейские националисты разделились. В КНДР объявлено, что Корея была одной из колыбелей человечества, а корейцы всегда жили на своей нынешней территории. Изучение родственных связей корейского языка в Северной Корее запрещено. Утверждается, что родственных языков у корейского не может быть. В Южной Корее, напротив, националистами были восприняты выводы иностранных лингвистов об отдаленном родстве корейского и алтайских языков, что даёт националистам повод для имперских притязаний большого масштаба. К примеру, в книге Кеннета Ли, вышедшей в США, корейцами названы все алтайские народы Дальнего Востока — чжурчжени, тунгусы, кидани; «корейским племенем» именуются маньчжуры, представленные как подгруппа корейского племени тунгусов, в результате чего Цинская империя становится, по сути, корейской. Такой подход даёт возможность изобразить «корейскими» все дальневосточные кочевые империи. Некоторые ультранационалисты заявляют, что в глубокой древности вся территория Восточной Азии принадлежала корейским владыкам, и именно корейцы дали цивилизацию Китаю, создали иероглифическую письменность и т. д.
С ростом глобализационных и интеграционных процессов этногенетические мифы стали более актуальными, чем ранее.